# مسجد شيشة غري
مسجد شيشة غري (بالفارسية: مسجد شیشه گری) هو مسجد تاريخي يعود إلى عصر القاجاريون، ويقع في أصفهان.